# Crypsinus majoensis
Crypsinus majoensis là một loài thực vật có mạch trong họ Polypodiaceae. Loài này được (C. Chr.) X. Cheng mô tả khoa học đầu tiên năm 2005.